# Acanthomyrmex
Acanthomyrmex – rodzaj mrówek z podrodziny Myrmicinae. Ma orientalny zasięg występowania. Obejmuje 11 opisanych gatunków.
Rodzaj ten opisany został w 1893 roku przez Carlo Emeryego. Najpierw umieszczany w Mymrimicini, potem w Pheidolini, które to plemię zostało na podstawie analiz filogenetycznych zsynonimizowane z Crematogastrini przez P.S. Warda i współpracowników w 2015 roku.
Mrówki te zasiedlają Azję, od Chin, Tajwanu i Sri Lanki po Indonezję i Filipiny. Żyją w małych koloniach.
Należy tu 17 opisanych gatunków:
- Acanthomyrmex basispinosus Moffett, 1986
- Acanthomyrmex careoscrobis Moffett, 1986
- Acanthomyrmex concavus Moffett, 1986
- Acanthomyrmex crassispinus Wheeler, W.M., 1930
- Acanthomyrmex dusun Wheeler, W.M., 1919
- Acanthomyrmex ferox Emery, 1893
- Acanthomyrmex foveolatus Moffett, 1986
- Acanthomyrmex glabfemoralis Zhou & Zheng, 1997
- Acanthomyrmex humilis  Eguchi, Bui & Yamane, 2008
- Acanthomyrmex laevis Moffett, 1986
- Acanthomyrmex luciolae Emery, 1893
- Acanthomyrmex mindanao Moffett, 1986
- Acanthomyrmex minus Terayama, Ito & Gobin, 1998
- Acanthomyrmex notabilis Smith, F., 1860
- Acanthomyrmex padanensis Terayama, Ito & Gobin, 1998
- Acanthomyrmex sulawesiensis Terayama, Ito & Gobin, 1998
- Acanthomyrmex thailandensis Terayama, 1995